# CIE 1931 prostor boja
CIE 1931 prostor boja je prostor boja koji je definirala međunarodna udruga CIE 1931. godine. U studiji o percepciji boja, među prvim matematičkim definiranim prostorima boja, koji je kreirala CIE 1931., bio je CIE XYZ prostor boja.  CIE XYZ prostor boja izveden je iz serije eksperimenata koje su krajem 1920-ih napravili Wright i Guild. Njihovi eksperimentalni rezultati kombinirani su prilikom specificiranja CIE RGB prostor boja, iz kojeg je izveden CIEXYZ prostor boja.

## Tropodražajne vrijednosti
Ljudsko oko ima fotoreceptore (zvane čunjići) za srednje i visoko područje svjetline viđenja boja, te vršcima osjetljivosti u kratkim (S, 420–440 nm) srednjim (M, 530–540 nm) i dugim (L, 560–580 nm) valnim duljinama (također postoje i nisko osjetljivi, monokromatski receptori za noćno gledanje zvani štapići čija je vršna osjetljivost na 490- 495 nm). Tako načelno, tri parametra opisuju senzacije boje. Tropodražajne vrijednosti boje količine su tri primarne boje i trokomponentnom, aditivnom modelu tvorbe boje potrebne za postizanje podudarnosti s uzorkom za testiranje. Tropodražajne vrijednosti su najčešće dane u CIE 1931 prostoru boje, u kojem su označene kao X, Y, Z.
Svaka specifična metoda povezivanja tristimulosnih vrijednosti zove se prostor boja. CIE XYZ, jedan od mnogih takvih prostora, često korišten standard, služi kao osnova iz kojeg se definiraju mnogi drugi prostori boja.

### ZnačenjeX,YiZ
U ovom modelu Y znači sjajnost (luminanciju), Z je kvazi-jednak plavoj stimulaciji odnosno odgovoru (ili uzvratu) S klase čunjića dok je X mješavina (linearno kombinirana) krivulja odgovora čunjića odabranih za to da ne budu negativi. Tako XYZ može biti pobrkan s LMS odgovorom čunjića. Ali u CIE XYZ prostoru boje, tropodražajne vrijednosti nisu L, M i S uzvrati ljudskog oka, čak i ako su X i Z približno slični crvenom i plavom. Ispravnije je o tome misliti kao parametrima izvedenim iz načina funkcioniranja čunjića osjetljivih na duge, srednje i kratke valne duljine.

## Standardni CIE promatrač
U CIE XYZ prostoru boja, tropodražajne vrijednosti nisu S, M i L odzivi ljudskog oka već je riječ o slogu tropodražajnih vrijednosti zvanih X, Y i Z koje su približno, crvena, zelena i plava, odnosno (valja uočiti kako X; Y; Z vrijednosti nisu fizički promatrane crvena, zelena i plava boja. Umjesto toga, može ih se smatrati parametrima ‘izvedenim’ iz crvene, zelene i plave). Treba zapamtiti ovo: dva izvora svjetla sastavljena od različitih mješavina različitih valnih duljina mogu imati jednak oblik pojavljivanja boje. Taj efekt zove se metamerizam. Dva izvora svjetla imaju jednak izgled i oblik pojavljivanja kada imaju jednake tropodražajne vrijednosti neovisno o tome kakva ih je spektralna kompozicija proizvela.
Radi rasporeda čunjića u oku, tropodražajne vrijednosti ovise o vidnom polju promatrača. Kako bi eliminirali tu varijablu, CIE je definirao standardnog kolorimetrijskog promatrača. Originalno, uzeto je kao da je kromatski odgovor prosječnog čovjeka bude veličine vidnog kuta od 2°, radi vjerovanja da su na boju osjetljivi čunjići smješteni oko 2° polja u fovei. Tako je CIE 1931 standardni promatrač također poznat i kao CIE 1931 2° standardni promatrač. Nešto suvremeniji a manje korištena alternativa je CIE 1964 10° standardni promatrač koji je izveden iz rada temeljenog na istraživanjima Stiles, Burch i Speranskaya.
Za 10° eksperiment uputa testiranim promatračima bila je ignorirati središnji u 2° točku. 1964. godine preporučen je dodatni standardni promatrač, za vidno polje veće od onog koje pokriva vidni kut 4°. Oba standarda za CIE promatrača mjereni su intervalima 5 nm. 
Standardni promatrač karakterizira se pomoću tri funkcije podudarnosti boja. Postupak izvođenja CIE standardnog promatrača iz eksperimentata podudaranja prikazan je malo niže, nakon opisa CIE RGB prostora boja.

### Funkcije podudarnosti boja
Funkcije podudarnosti brojčani su opis kromatskog odziva promatrača (opisano gore). 
CIE je definirao tri funkcije podudarnosti boja zvane ͞x (λ), ͞y(λ), i  ͞z(λ) koje se mogu smatrati spektralno osjetljivim krivuljama tri linearna detektora svjetla koja rezultiraju CIE XYZ tropodražajne vrijednosti X, Y, Z. Tabularna brojčana vrijendost tih funkcija kolektivno je poznata kao standardni CIE promatrač. 
Tropodražajne vrijednosti za boju s rasporedom spektralne energije I(λ) u danom smislu standardnog promatrača pomoću:
{\displaystyle X=\int _{0}^{\infty }I(\lambda )\,{\overline {x}}(\lambda )\,d\lambda ,}
{\displaystyle Y=\int _{0}^{\infty }I(\lambda )\,{\overline {y}}(\lambda )\,d\lambda ,}
{\displaystyle Z=\int _{0}^{\infty }I(\lambda )\,{\overline {z}}(\lambda )\,d\lambda ,}